# Primula sinomollis
Primula sinomollis är en viveväxtart som beskrevs av Isaac Bayley Balfour och Forrest. Primula sinomollis ingår i släktet vivor, och familjen viveväxter. Inga underarter finns listade i Catalogue of Life.